# 全国地域サッカーチャンピオンズリーグ2023
全国地域サッカーチャンピオンズリーグ2023（ぜんこくちいきサッカーチャンピオンズリーグ2023）は2023年11月10日から11月26日まで宮城県、滋賀県、宮崎県及び栃木県で行われた47回目の全国地域サッカーチャンピオンズリーグ（地域CL）である。

## 概要
2023年7月20日に大会要項が日本サッカー協会 (JFA) から示された。前年度からのレギュレーションの変更は無し。

## 会場
1次ラウンド
| 組 | 試合会場名                                | 所在地             | 画像 |
| -- | ----------------------------------------- | ------------------ | ---- |
| A  | ひなた宮崎県総合運動公園 ひなた陸上競技場 | 宮崎県宮崎市       |      |
| B  | みやぎ生協めぐみ野サッカー場              | 宮城県宮城郡利府町 |      |
| C  | 平和堂HATOスタジアム                      | 滋賀県彦根市       |      |

決勝ラウンド
| 試合会場名               | 所在地         | 画像 |
| ------------------------ | -------------- | ---- |
| 栃木県グリーンスタジアム | 栃木県宇都宮市 |      |

## 出場チーム
JFAの発表した大会要項に基づく。
1. 2023年度各地域リーグ優勝チーム (9チーム)
  - 北海道：BTOP北海道
  - 東北1部：ブランデュー弘前FC
  - 関東1部：VONDS市原FC
  - 北信越1部：福井ユナイテッドFC
  - 東海1部：wyvern
  - 関西1部：アルテリーヴォ和歌山
  - 中国：福山シティFC
  - 四国：FC徳島
  - 九州：ヴェロスクロノス都農
2. 第59回全国社会人サッカー選手権大会出場チームより最大3チーム（JFL入会を希望し、ベスト4以上かつ地域最上位リーグに所属し、1.により出場権を獲得していない上位3チーム）
  - 優勝：FC刈谷（東海1部2位）
  - 4位：ジョイフル本田つくばFC（関東1部5位）
    - 2位のアルテリーヴォ和歌山（関西1部1位）、3位のFC徳島（四国1位）は出場権獲得済み。
3. 1.および2.の条件で12チームに満たない場合は各地域リーグで2位となったJリーグ百年構想クラブを補充する（複数存在する場合はJリーグ百年構想クラブに承認された順序が早いクラブを優先する。また、この要件での出場権獲得は各クラブ1回限りとする）。
  - 栃木シティFC（関東1部2位）[2]
4. 1.から3.の条件で12チームに満たない場合は、地域リーグ2位チームの中で、JFLへ入会を希望するチームを「2010年6月末の全国社会人サッカー連盟加盟登録チームの多い順番（関東→関西→九州→東海→北海道→中国→北信越→東北→四国）」で巡回し輪番により補充する（2023年度は東北→四国→関東の順）。
  - 1.から3.の条件で12チームに達したため、適用せず

## 試合方式
JFAの発表した大会要項に基づく。
- 1次ラウンドは出場12チームを4チームずつ3グループに分け、1回戦総当たりリーグ戦を戦う。各グループ1位の3チームと、各グループ2位のうち成績最上位チームの計4チームが決勝ラウンドに進出する。決勝ラウンドも4チームが1回戦総当たりリーグ戦を戦う。
  - グループ分けについては、2023年10月28日にJFA夢フィールドにて以下の方法で行われ、関西サッカーリーグYouTube公式チャンネルで配信された[3]。
    1. 各地域リーグ優勝チームのうち1次ラウンド会場を含む地域である3チーム（めぐみ野：弘前、ハトスタ：和歌山、ひなた陸：都農。便宜上「第1グループ」と表現する）、これ以外の各地域リーグ優勝チーム6チーム（同「第2グループ」）、全社枠及び百年構想枠で出場する3チーム（刈谷、つくば、栃木C。同「第3グループ」）を振り分ける。これにより、「第1グループ」と「第3グループ」の各チームは同一のグループにならないことがあらかじめ決まっている。
    2. グループ名（A・B・C）を記したボールを1つずつ入れた「ポット1」「ポット3」と2つずつ入れた「ポット2」、グループごとのポジション番号（A-1 - C-4）を記したボールを入れた3種類の「ポットA・B・C」、1から4の番号の書かれた「抽選箱」を用意する。
    3. まず「抽選箱」を3回抽選し、グループごとの決勝ラウンドのポジションを決定する。残ったポジションはワイルドカード（1次ラウンド2位最上位）の枠となる。
    4. 次に、第1グループの3チームが「ポット1」を抽選し、これに対応した「ポットA・B・C」を抽選して、1次ラウンド会場とグループを紐付けると共に、各チームのポジションを決定する。
    5. 続いて、第2グループの6チームが「ポット2」と、これに対応した「ポットA・B・C」を抽選して、各チームのポジションを決定する。
    6. 最後に、第3グループの3チームが「ポット3」を抽選し、各チームのポジションを決定する。この場合、同一地域リーグのチームと同じグループになる可能性については考慮されない。
- 1次ラウンドは出場12チームを4チームずつ3グループに分け、1回戦総当たりリーグ戦を戦う。各グループ1位の3チームと、各グループ2位のうち成績最上位チームの計4チームが決勝ラウンドに進出する。決勝ラウンドも4チームが1回戦総当たりリーグ戦を戦う。
- 試合は45分ハーフで延長戦・PK戦は行わない。
- 1次ラウンド・決勝ラウンドとも、試合ごとに勝ち点（90分での勝利=3、引き分け=1、90分での敗戦=0）を与え、3試合での累計勝ち点により順位を決定する。同勝ち点の場合は得失点差→総得点数→当該チーム間の対戦成績（各グループ2位の最上位を決める場合には比較対象としない）→反則ポイントで優劣を定め、それでも差がつかない場合は抽選とする。

## 試合スケジュール
組み合わせ抽選会は10月28日に行われた。

### 1次ラウンド

#### Aグループ
| 番 | チーム               | 試 | 勝 | 分 | 敗 | 得 | 失 | 差 | 点 | 出場権           |
| -- | -------------------- | -- | -- | -- | -- | -- | -- | -- | -- | ---------------- |
| A3 | 栃木シティFC (A)     | 3  | 3  | 0  | 0  | 8  | 2  | +6 | 9  | 決勝ラウンド進出 |
| A2 | VONDS市原FC (A)      | 3  | 2  | 0  | 1  | 3  | 1  | +2 | 6  | 決勝ラウンド進出 |
| A4 | FC徳島               | 3  | 1  | 0  | 2  | 3  | 7  | −4 | 3  |                  |
| A1 | ヴェロスクロノス都農 | 3  | 0  | 0  | 3  | 2  | 6  | −4 | 0  |                  |

| #1 | 2023年11月10日 10:45 |

| ヴェロスクロノス都農 | 0 - 1          | VONDS市原FC     |
|                      | 公式記録 (PDF) | 加藤勇司 90+2分 |

| ひなた宮崎県総合運動公園 ひなた陸上競技場 観客数: 342人 主審: 宗像瞭 |

| #2 | 2023年11月10日 13:30 |

| 栃木シティFC                                                      | 4 - 1          | FC徳島        |
| 田中パウロ淳一 67分 · 71分 (OG) · 平岡将豪 78分 · 伊藤恵亮 90+3分 | 公式記録 (PDF) | 前野恵吾 21分 |

| ひなた宮崎県総合運動公園 ひなた陸上競技場 観客数: 198人 主審: 塚原健 |

| #7 | 2023年11月11日 10:45 |

| ヴェロスクロノス都農 | 1 - 3          | 栃木シティFC                                           |
| 鈴木将馬 22分        | 公式記録 (PDF) | 戸島章 38分 · 増田修斗 60分 · 田中パウロ淳一 88分 (PK) |

| ひなた宮崎県総合運動公園 ひなた陸上競技場 観客数: 384人 主審: 大藤翔平 |

| #8 | 2023年11月11日 13:30 |

| VONDS市原FC                   | 2 - 0          | FC徳島 |
| 川田拳登 31分 · 渡辺広大 54分 | 公式記録 (PDF) |        |

| ひなた宮崎県総合運動公園 ひなた陸上競技場 観客数: 143人 主審: 宗像瞭 |

| #13 | 2023年11月12日 10:45 |

| ヴェロスクロノス都農 | 1 - 2          | FC徳島                        |
| 伊能玲生 55分        | 公式記録 (PDF) | 秋月駿作 74分 · 本山遊大 82分 |

| ひなた宮崎県総合運動公園 ひなた陸上競技場 観客数: 272人 主審: 塚原健 |

| #14 | 2023年11月12日 13:30 |

| VONDS市原FC | 0 - 1          | 栃木シティFC               |
|             | 公式記録 (PDF) | 田中パウロ淳一 90+1分 (PK) |

| ひなた宮崎県総合運動公園 ひなた陸上競技場 観客数: 100人 主審: 大藤翔平 |

#### Bグループ
| 番 | チーム             | 試 | 勝 | 分 | 敗 | 得 | 失 | 差 | 点 | 出場権           |
| -- | ------------------ | -- | -- | -- | -- | -- | -- | -- | -- | ---------------- |
| B3 | 福山シティFC (A)   | 3  | 2  | 1  | 0  | 9  | 5  | +4 | 7  | 決勝ラウンド進出 |
| B4 | wyvern             | 3  | 2  | 0  | 1  | 4  | 5  | −1 | 6  |                  |
| B2 | ブランデュー弘前FC | 3  | 0  | 2  | 1  | 3  | 4  | −1 | 2  |                  |
| B1 | FC刈谷             | 3  | 0  | 1  | 2  | 4  | 6  | −2 | 1  |                  |

| #3 | 2023年11月10日 10:45 |

| FC刈谷                          | 2 - 2          | ブランデュー弘前FC  |
| 野村柾斗 49分 · 井塚脩斗 90+4分 | 公式記録 (PDF) | 高木輝之 13分, 43分 |

| みやぎ生協めぐみ野サッカー場 Aグラウンド 観客数: 165人 主審: 堀善仁 |

| #4 | 2023年11月10日 13:30 |

| 福山シティFC                                                              | 5 - 2          | wyvern                      |
| 高橋佳 31分 · 高田健吾 36分 · 有田朱里 45分 · 濱口草太 55分 · 田口駿 74分 | 公式記録 (PDF) | 西原樹 14分 · 津田知宏 87分 |

| みやぎ生協めぐみ野サッカー場 Bグラウンド 観客数: 102人 主審: 西田裕貴 |

| #9 | 2023年11月11日 10:45 |

| FC刈谷                        | 2 - 3          | 福山シティFC                               |
| 鈴木直人 54分 · 大友千裕 64分 | 公式記録 (PDF) | 有田朱里 6分 · 高橋佳 61分 · 角田薫平 80分 |

| みやぎ生協めぐみ野サッカー場 Aグラウンド 観客数: 185人 主審: 堀善仁 |

| #10 | 2023年11月11日 13:30 |

| ブランデュー弘前FC | 0 - 1          | wyvern        |
|                    | 公式記録 (PDF) | 谷口祐亮 59分 |

| みやぎ生協めぐみ野サッカー場 Bグラウンド 観客数: 244人 主審: 堀格郎 |

| #15 | 2023年11月12日 10:45 |

| FC刈谷 | 0 - 1          | wyvern             |
|        | 公式記録 (PDF) | 山本大稀 14分 (PK) |

| みやぎ生協めぐみ野サッカー場 Aグラウンド 観客数: 150人 主審: 堀格郎 |

| #16 | 2023年11月12日 13:30 |

| ブランデュー弘前FC | 1 - 1          | 福山シティFC  |
| 板橋幸大 86分      | 公式記録 (PDF) | 曽我大地 51分 |

| みやぎ生協めぐみ野サッカー場 Bグラウンド 観客数: 190人 主審: 西田裕貴 |

#### Cグループ
| 番 | チーム                     | 試 | 勝 | 分 | 敗 | 得 | 失 | 差 | 点 | 出場権           |
| -- | -------------------------- | -- | -- | -- | -- | -- | -- | -- | -- | ---------------- |
| C3 | ジョイフル本田つくばFC (A) | 3  | 1  | 2  | 0  | 4  | 3  | +1 | 5  | 決勝ラウンド進出 |
| C2 | 福井ユナイテッドFC         | 3  | 1  | 2  | 0  | 3  | 2  | +1 | 5  |                  |
| C4 | BTOP北海道                 | 3  | 1  | 0  | 2  | 7  | 6  | +1 | 3  |                  |
| C1 | アルテリーヴォ和歌山       | 3  | 0  | 2  | 1  | 1  | 4  | −3 | 2  |                  |

| #5 | 2023年11月10日 10:45 |

| アルテリーヴォ和歌山 | 0 - 0          | 福井ユナイテッドFC |
|                      | 公式記録 (PDF) |                    |

| 平和堂HATOスタジアム 観客数: 274人 主審: 加藤正和 |

| #6 | 2023年11月10日 13:30 |

| ジョイフル本田つくばFC                                 | 3 - 2          | BTOP北海道                         |
| 青木竣 11分 · 鈴木龍之介 35分 (PK) · 恩塚幸之介 90+3分 | 公式記録 (PDF) | 本塚聖也 67分 (PK) · 阿部遼海 86分 |

| 平和堂HATOスタジアム 観客数: 148人 主審: 手塚優 |

| #11 | 2023年11月11日 10:45 |

| アルテリーヴォ和歌山 | 0 - 0          | ジョイフル本田つくばFC |
|                      | 公式記録 (PDF) |                        |

| 平和堂HATOスタジアム 観客数: 471人 主審: 宇田川恭弘 |

| #12 | 2023年11月11日 13:30 |

| 福井ユナイテッドFC            | 2 - 1          | BTOP北海道  |
| 阿野真拓 49分 · 北川滉平 71分 | 公式記録 (PDF) | 文炯晶 89分 |

| 平和堂HATOスタジアム 観客数: 625人 主審: 手塚優 |

| #17 | 2023年11月12日 10:45 |

| アルテリーヴォ和歌山 | 1 - 4          | BTOP北海道                                                     |
| 山内達朗 47分        | 公式記録 (PDF) | 吉行豊輝 6分 · 阿部遼海 57分 · 藤吉武蔵 81分 · 澤田航汰 90+5分 |

| 平和堂HATOスタジアム 観客数: 350人 主審: 宇田川恭弘 |

| #18 | 2023年11月12日 13:30 |

| 福井ユナイテッドFC | 1 - 1          | ジョイフル本田つくばFC |
| 大石治寿 90+1分    | 公式記録 (PDF) | 鈴木龍之介 32分 (PK)   |

| 平和堂HATOスタジアム 観客数: 415人 主審: 加藤正和 |

#### 各グループ2位
| 組 | チーム             | 試 | 勝 | 分 | 敗 | 得 | 失 | 差 | 点 | 出場権           |
| -- | ------------------ | -- | -- | -- | -- | -- | -- | -- | -- | ---------------- |
| A  | VONDS市原FC (A)    | 3  | 2  | 0  | 1  | 3  | 1  | +2 | 6  | 決勝ラウンド進出 |
| B  | wyvern             | 3  | 2  | 0  | 1  | 4  | 5  | −1 | 6  |                  |
| C  | 福井ユナイテッドFC | 3  | 1  | 2  | 0  | 3  | 2  | +1 | 5  |                  |

### 決勝ラウンド
| 組 | チーム                 | 試 | 勝 | 分 | 敗 | 得 | 失 | 差 | 点 | 昇格                          |
| -- | ---------------------- | -- | -- | -- | -- | -- | -- | -- | -- | ----------------------------- |
| A  | 栃木シティFC (C, P)    | 3  | 2  | 0  | 1  | 6  | 2  | +4 | 6  | JFLへ昇格                     |
| WC | VONDS市原FC (Q)        | 3  | 2  | 0  | 1  | 3  | 1  | +2 | 6  | 入れ替え戦（vsJFL15位）に出場 |
| C  | ジョイフル本田つくばFC | 3  | 1  | 0  | 2  | 2  | 5  | −3 | 3  |                               |
| B  | 福山シティFC           | 3  | 1  | 0  | 2  | 2  | 5  | −3 | 3  |                               |

1. 1 2  勝点・得失点差・総得点数が全て並んだため、直接対決（#22 つくば 2-0 福山）の結果で順位を決定。

| #19 | 2023年11月22日 10:45 |

| VONDS市原FC   | 1 - 0          | ジョイフル本田つくばFC |
| 加藤勇司 72分 | 公式記録 (PDF) |                        |

| 栃木県グリーンスタジアム 観客数: 384人 主審: 田邉裕樹 |

| #20 | 2023年11月22日 13:30 |

| 栃木シティFC  | 1 - 2          | 福山シティFC                  |
| 平岡将豪 85分 | 公式記録 (PDF) | 濱口草太 27分 · 高田健吾 63分 |

| 栃木県グリーンスタジアム 観客数: 567人 主審: 足立正輝 |

| #21 | 2023年11月24日 10:45 |

| VONDS市原FC | 0 - 1          | 栃木シティFC             |
|             | 公式記録 (PDF) | 田中パウロ淳一 82分 (PK) |

| 栃木県グリーンスタジアム 観客数: 691人 主審: 大原謙哉 |

| #22 | 2023年11月24日 13:30 |

| ジョイフル本田つくばFC | 2 - 0          | 福山シティFC |
| 鈴木龍之介 35分, 72分  | 公式記録 (PDF) |              |

| 栃木県グリーンスタジアム 観客数: 416人 主審: 椎野大地 |

| #23 | 2023年11月26日 10:45 |

| VONDS市原FC                     | 2 - 0          | 福山シティFC |
| 谷尾昂也 87分 · 清原翔平 90+3分 | 公式記録 (PDF) |              |

| 栃木県グリーンスタジアム 観客数: 923人 主審: 堀善仁 |

| #24 | 2023年11月26日 13:30 |

| ジョイフル本田つくばFC | 0 - 4          | 栃木シティFC                                |
|                        | 公式記録 (PDF) | 表原玄太 18分, 55分 · 山村佑樹 46分, 90+1分 |

| 栃木県グリーンスタジアム 観客数: 1,673人 主審: 舟橋崇正 |

## 最終結果
- 優勝：栃木シティFC - 12月5日に行われたJFL理事会において、JFLへの入会が正式に承認[4]
- 2位：VONDS市原FC - 大会終了後の入れ替え戦で沖縄SV（JFL15位）に敗れ、地域リーグ（関東1部）残留が決定[5]
- 3位：ジョイフル本田つくばFC
- 4位：福山シティFC